# Бессмертный (фильм, 2022)
«Бессмертный» (фин. Sisu) — финский фильм режиссёра Ярмари Хеландера с Йормой Томмила и Акселем Хенни в главных ролях. Его премьера состоялась в сентябре 2022 года на кинофестивале в Торонто. 28 апреля 2023 года картина вышла в международный прокат.

## Сюжет
Действие фильма происходит в 1944 году в Лапландии. Главный герой — финский золотоискатель, который случайно сталкивается с отрядом нацистов.

## В ролях
- Йорма Томмила — Аатами Корпи
- Аксель Хенни — Бруно Хеллдорф
- Джек Дулан — Вольф
- Мимоса Вилламо — Айно
- Онни Томмила — Шульце
- Артту Капулайнен — Роуэр
- Тату Синисало — солдат СС
- Винсент Виллестранд  — солдат СС

## Премьера и восприятие
Премьера фильма состоялась в сентябре 2022 года на кинофестивале в Торонто. 28 апреля 2023 года он вышел в международный прокат.